# 楊于庭
楊于庭（1554年—1609年），字道行，号冲所，直隸滁州全椒縣人，民籍，明朝政治人物。

## 生平
萬曆七年（1579年）考中己卯科應天府鄉試第二十名，萬曆八年（1580年）考中庚辰科會試第一百二名，二甲第二十五名進士。刑部觀政，次年授濮州知州，同考壬午山東鄉試，十四年以卓异纪录，本年升任户部员外郎，十五年升兵部车驾司郎中，十六年丁父憂归乡。十九年复除本部武选司，十一月调职方司郎中。二十年任会试同考官，二十一年因為党争被撤職。年五十六卒。

## 家族
曾祖楊茂；祖父楊隆；父楊崇，號渭川，封濮州知州。母王氏；繼母田氏。弟弟是楊于陛、楊于階。